# Грузинский рубль
Грузинский рубль (груз. მანეთი) — денежная единица Грузинской Демократической Республики в 1919—1921 годах и Грузинской Социалистической Советской Республики в 1921—1923 годах.

## История
В феврале 1918 года начат выпуск бонов Закавказского комиссариата (закбонов), распределявшихся на договорных началах между Грузией, Азербайджаном и Арменией. После распада закавказской федерации и провозглашения в мае 1918 года трёх независимых республик выпуск закбонов продолжался до сентября 1919 года. В обращении, кроме закбонов, использовались банкноты Российской империи и турецкая лира.
В январе 1919 года правительство Жордания выпустило обязательства Казначейства Грузинской Республики, а в июле того же года начат выпуск банкнот. Все находившиеся в обращении деньги продолжали использоваться. На всех банкнотах, кроме 50 копеек, имелась надпись: «Имеет хождение наравне с российскими кредитными билетами». В том же году были выпущены разменные денежные знаки казначейства Батума и копей в Ткибули.
В феврале 1921 года в Тифлис вступили советские войска, была провозглашена советская республика. В том же году начат выпуск новых, советских денег. Все ранее выпущенные деньги продолжали использоваться в обращении, за исключением обязательств казначейства 1919 года, а также выпусков казначейства Батуми и копей Тквибули, которые были аннулированы. В Грузии принимали совзнаки: в ноябре 1922 года 100 рублей обменивались на 1,25 грузинских рублей.
10 января 1923 года начата денежная реформа, унифицировавшая денежное обращение Закавказья. Эмиссии Грузии, Армении и Азербайджана прекращались, в обращение были выпущены денежные знаки Закавказской Социалистической Советской Республики (второй закавказский рубль, закдензнак). Обмен производился в соотношении 1:1. Срок обмена был установлен первоначально с 10 января по 10 марта 1923 года, но затем был продлён до 10 апреля 1924 года.

## Банкноты

### Банкноты демократической республики
| Номинал                                            | Основной цвет                        | Аверс                                | Реверс                               |                                      |                                      |                                      |                                      |                                      |
| Обязательства казначейства 1919 года               | Обязательства казначейства 1919 года | Обязательства казначейства 1919 года | Обязательства казначейства 1919 года | Обязательства казначейства 1919 года | Обязательства казначейства 1919 года | Обязательства казначейства 1919 года | Обязательства казначейства 1919 года | Обязательства казначейства 1919 года |
| -------------------------------------------------- | ------------------------------------ | ------------------------------------ | ------------------------------------ | ------------------------------------ | ------------------------------------ | ------------------------------------ | ------------------------------------ | ------------------------------------ |
| 25 рублей                                          | серый, коричневый                    |                                      |                                      |                                      |                                      |                                      |                                      |                                      |
| 100 рублей                                         | серый                                |                                      |                                      |                                      |                                      |                                      |                                      |                                      |
| 500 рублей                                         | серый, голубой                       |                                      |                                      |                                      |                                      |                                      |                                      |                                      |
| 1000 рублей                                        | серый, фиолетовый                    |                                      |                                      |                                      |                                      |                                      |                                      |                                      |
| 5000 рублей                                        | серый                                |                                      |                                      |                                      |                                      |                                      |                                      |                                      |
| Выпуск 1919 года                                   |                                      |                                      |                                      |                                      |                                      |                                      |                                      |                                      |
| 50 копеек                                          | жёлтый, синий                        |                                      |                                      |                                      |                                      |                                      |                                      |                                      |
| 1 рубль                                            | красный, коричневый                  |                                      |                                      |                                      |                                      |                                      |                                      |                                      |
| 3 рубля                                            | зелёный                              |                                      |                                      |                                      |                                      |                                      |                                      |                                      |
| 5 рублей                                           | розовый, коричневый                  |                                      |                                      |                                      |                                      |                                      |                                      |                                      |
| 10 рублей                                          | красный, фиолетовый                  |                                      |                                      |                                      |                                      |                                      |                                      |                                      |
| 50 рублей                                          | фиолетовый                           |                                      |                                      |                                      |                                      |                                      |                                      |                                      |
| 100 рублей                                         | зелёный                              |                                      |                                      |                                      |                                      |                                      |                                      |                                      |
| 500 рублей                                         | розовый, синий                       |                                      |                                      |                                      |                                      |                                      |                                      |                                      |
| Выпуск 1921 года                                   |                                      |                                      |                                      |                                      |                                      |                                      |                                      |                                      |
| 1000 рублей                                        | жёлтый, голубой                      |                                      |                                      |                                      |                                      |                                      |                                      |                                      |
| 5000 рублей                                        | фиолетовый                           |                                      |                                      |                                      |                                      |                                      |                                      |                                      |
| Выпуск 1922 года                                   |                                      |                                      |                                      |                                      |                                      |                                      |                                      |                                      |
| 10000 рублей                                       | голубой, розовый                     |                                      |                                      |                                      |                                      |                                      |                                      |                                      |
| Обязательства Народного банка ССР Грузии 1922 года |                                      |                                      |                                      |                                      |                                      |                                      |                                      |                                      |
| 100000 рублей                                      | серый, розовый                       |                                      |                                      |                                      |                                      |                                      |                                      |                                      |
| 500000 рублей                                      | голубой, оранжевый                   |                                      |                                      |                                      |                                      |                                      |                                      |                                      |
| 1000000 рублей                                     | розовый, голубой                     |                                      |                                      |                                      |                                      |                                      |                                      |                                      |
| 5000000 рублей                                     | желтый, серый                        |                                      |                                      |                                      |                                      |                                      |                                      |                                      |

### Разменные знаки казначейства Батума
Были выпущены знаки в 1, 3, 5, 10, 25 и 50 рублей.

### Выпуск копей Тквибули
Были выпущены знаки в 50 копеек, 1, 3, 5 и 10 рублей.

### Банкноты советской республики
В 1921 году была выпущена банкнота в 5000 рублей, в 1922 году — 10 000 рублей. В 1922 году выпущены также обязательства Народного банка в 100 000, 500 000, 1 000 000 и 5 000 000 рублей.